# Marketing político

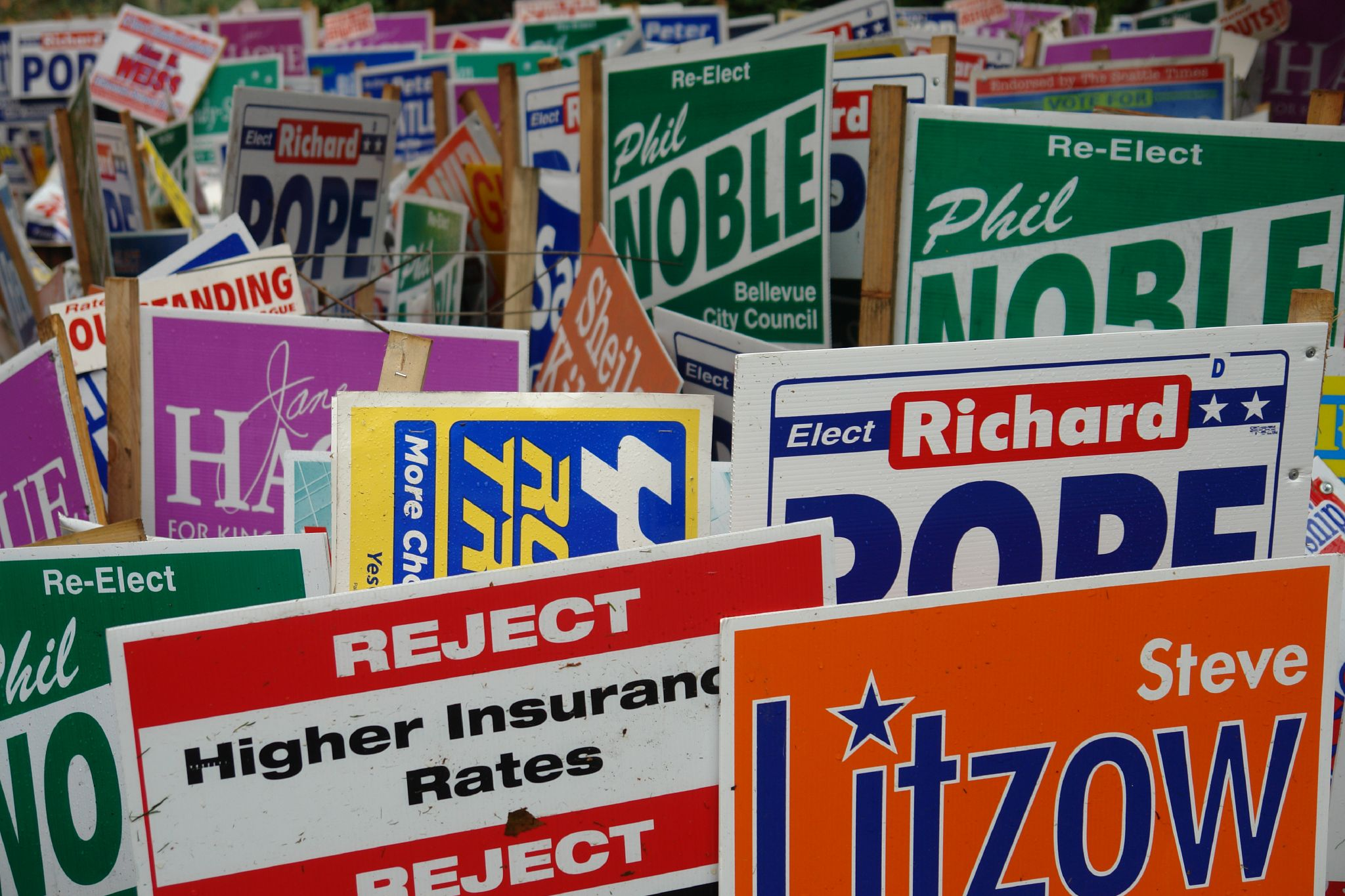
Cartelería de campaña.

El marketing político es una disciplina que surge de la combinación de las ciencias políticas y el marketing, cuyo objeto de estudio son las campañas políticas, y que se ayuda para ello de un conjunto de técnicas de investigación, planificación, gestión y comunicación, que a su vez pueden ser utilizadas en el diseño y ejecución de acciones tácticas y estratégicas en campañas político-partidaria, de una institución, grupo de presión, organización civil o empresarial, etc, siempre que busquen conquistar fines políticos.
El marketing político se compone de una serie de herramientas y estrategias para generar tendencia hacia alguna figura o propuesta política. 

## Elementos
La campaña se compone principalmente de cuatro elementos, dos estratégicos: mensaje y segmentos; y dos logísticos: dinero y activismo.

### Mensaje
El mensaje es un concepto conciso que dice por qué los votantes deben elegir a un candidato. El mensaje es uno de los aspectos más importantes de una campaña política. En una campaña moderna, el mensaje debe ser cuidadosamente creado antes de ser propagado. Las mayores campañas gastarán grandes sumas de dinero en focus groups o encuestas de opinión, para saber cuál es el mensaje que se necesita para llegar a la mayoría de votantes durante la campaña. Este mensaje puede ser transmitido a través de diferentes canales. En la actualidad, las redes sociales se han convertido en un canal de información a través del cual alcanzar a la gran mayoría de la población. Estudios existentes centrados en los usuarios más jóvenes (millennials) han mostrado las actividades de marketing político en redes sociales incrementan la participación política de este segmento de usuarios

### Dinero
Técnicas para recaudar fondos : 
● Reuniones entre el candidato y grandes donantes en potencia,  
● Solicitud directa a pequeños donantes 
● Grupos interesados que podrían terminar donando millones. 

### Activismo
Por último, el activismo está representado por el capital humano, la infantería leal a la causa, los verdaderos creyentes que llevarán el mensaje voluntariamente. Usualmente las campañas tienen un dirigente encargado de tomar decisiones tácticas y estratégicas para hacer de esta fuerza humana una herramienta altamente beneficiosa. En épocas muy recientes el uso de las nuevas herramientas digitales en el activismo político ha demostrado gran potencial, haciendo que comience a hablarse de la ciberpolítica, como una realidad.

## Características modernas
La mercadotecnia política moderno presenta tres características adicionales:
- Mediatización: utilización de los medios masivos de comunicación.
- Videopolítica: está dominado por la imagen y las herramientas de comunicación audiovisual, se refiere a la forma de hacer política, centrada en los medios de comunicación, específicamente en la televisión.
- Ciberpolitica: el uso de las tecnologías digitales para la comunicación y movilización políticas.

El equipo de campaña, que puede consistir en un individuo inspirado o en un grupo de experimentados profesionales, debe pensar cómo comunicar el mensaje, recaudar fondos y reclutar voluntarios. La propaganda suele estar limitada por la ley, los recursos disponibles y a menudo, de la imaginación de los responsables.

## Técnicas
Entre las técnicas de propagación más comunes se encuentran:
- El uso de los medios públicos de comunicación, mediante la franja electoral.
- Los medios de comunicación pagos: diarios, televisión, radio, vía pública y, cada vez más, Internet.
- Organizar protestas, maratones, disertaciones o cualquier tipo de evento.
- Escribir directamente a miembros del público.
- Recorrer centros urbanos, generalmente pequeños, durante cortos periodos de tiempo. Esto se conoce en los países de habla inglesa como Whistle stop train tour, ya que comúnmente (alrededor del siglo XIX, cuando el tren se expansionaba y era un símbolo de progreso) esta técnica se daba en un recorrido en tren por pequeñas estaciones donde se daba un discurso. Actualmente el término derivó a cualquier visita con este objetivo.
- Destacar los puntos negativos o débiles de la competencia (campaña negativa).
- Distribución de folletos u otros medios similares.
- Apariciones públicas y campañas puerta a puerta, en las que se suelen dar gestos de unión con el pueblo.

## Niveles estratégicos
La mercadotecnia política es una compleja disciplina estratégica que combina el trabajo transdisciplinario de diversos especialistas (sociólogos, politólogos, comunicadores sociales, expertos en opinión pública, entre otros.) en tres niveles básicos de planificación y ejecución.
Los tres niveles estratégicos de la mercadotecnia política son, con su campo de acción:
- Estrategia política (EPo): Diseño de la propuesta política
- Estrategia comunicacional (EC): Elaboración del discurso político
- Estrategia publicitaria (EPu): Construcción de la imagen política

Estos tres niveles de estrategia deben ser abordados en forma simultánea y coordinada. Un enfoque sistémico apropiado exige que la "propuesta política" (1.er nivel estratégico) sea traducida en términos de "discurso político" (segundo nivel estratégico), y esté recogido en forma de "imagen política" (tercer nivel estratégico).
La clave del sistema reside en la utilización de los canales de retroalimentación permanente que existen entre los tres niveles.

## Orígenes y evolución
La mercadotecnia política nació a mediados del siglo XX en Estados Unidos. Si bien su lógica estratégica reconoce antecedentes tan remotos como la polis griega y el Imperio romano, a mediados del siglo XX fueron los expertos en manipulación de signos los que dieron el impulso decisivo al Marketing Político moderno; fueron los reflejos condicionados de Pávlov, las imágenes paternales de Freud, la ciencia del comercio de masas de Batten, Barton, Dustin y Osborne. En 1952 el general Dwight Eisenhower se convirtió en el primer candidato presidencial en apelar a los servicios de una agencia de publicidad, la "BBDO", para que se hicieran cargo de su campaña televisiva. En EE. UU. fue donde la rápida expansión de los medios de comunicación sembró el terreno fértil para un desarrollo progresivo y constante del marketing político. Unos años más tarde, en la televisión, las campañas electorales norteamericanas llegaron de la mano de los "debates televisivos" de candidatos, como los de John Kennedy y Richard Nixon (1960). 
En 1980 Ronald Reagan y otros supieron potenciar su carisma y atractivo personal con fuertes dosis de videopolítica y Mediatización.
En 1988 George H. W. Bush y Michael Dukakis recurrieron a asesores de imagen a fin de reforzar sus poco atractivos perfiles electorales.
En 1990 Bill Clinton, Helmut Kohl, Tony Blair y José María Aznar, demostraron una vez más la relevancia de un management profesionalizado de los medios de comunicación, en especial de la televisión, como herramienta para la construcción y corrección de la imagen pública. El político que más ha usado en sus campañas de la mercadotecnia política moderno es Bill Clinton; además afianzó su imagen popular y seductora mediante su permanente participación en programas de televisión destinados a audiencias menos politizadas.
A fin de siglo los candidatos han comenzado a utilizar plenamente las técnicas de la mercadotecnia política, como sondeos de opinión, las sesiones de grupos focales, spots televisivos; campañas de imagen, el telemarketing; los comerciales publicitarios, los infomerciales (combinación de comercial e informativo) y el marketing directo.

### América Latina
Mientras que en los Estados Unidos esta disciplina tiene varias décadas de existencia y evolución, donde el inicio se puede datar en las elecciones presidenciales de 1952, se[¿quién?] podría afirmar que la irrupción de la mercadotecnia política en América Latina y en menor medida en Europa, es un fenómeno relativamente reciente.
El estilo norteamericano en la mercadotecnia política de la región se inicia muy claramente en 1973 en Venezuela, en la campaña de Carlos Andrés Pérez, que fuera entonces asesorado por el consultor Joe Napolitan. Por otra parte en Argentina, a partir de la Ley Sáenz Peña (1912), los partidos políticos comenzaron a ordenar sus campañas electorales sin contar con herramientas comunicacionales ni publicitarias demasiado sofisticadas. En 1983 la política argentina había incorporado solo en pequeña escala las técnicas de la publicidad moderna y las herramientas de marketing eran prácticamente inexistentes.
La Asociación Iberoamericana de Consultores Políticos y la Organización de Consultores Políticos Latinoamericanos son organizaciones que agrupan a quienes se dedican a la consultoría en la mercadotecnia política como oficio cotidiano en Latinoamérica, entre otras.
En toda Latinoamérica también se crearon en los 80 y los 90 consultoras que abrieron el camino a los actuales consultores políticos.

## Inteligencia artificial en el marketing político
La inteligencia artificial (lA) ha revolucionado el marketing político, al mejorar la gestión de campañas, la personalización de mensajes y la segmentación de votantes.

### Dividir el electorado en grupos
Los algoritmos de la IA permiten mensajes más efectivos al analizar grandes cantidades de datos y dividir a los votantes en grupos específicos. Una ilustración es la campaña de 2016 de Donald Trump, que utilizó IA para dirigir anuncios específicos en las redes sociales.
Al igual que en las pasadas elecciones de 2024 en México, se utilizó para analizar los datos poblacionales, demográficos, preferencias personales; para mostrar anuncios masivos en redes sociales, acorde al tipo de campaña y candidato.

### Personalizar mensajes
La IA puede personalizar los mensajes en tiempo real mediante el análisis de datos. Por ejemplo, la campaña de Barack Obama en 2012 utilizó la inteligencia artificial para enviar correos electrónicos personalizados, lo que mejoró la comunicación con los votantes.

### Manejo de campañas
La IA facilita la gestión de campañas políticas al automatizar tareas y realizar análisis predictivos. Las campaña de 2017 de Emmanuel Macron utilizó la inteligencia artificial para optimizar su estrategia en tiempo real.

### Detección de datos falsos
Analizando contenido en línea y señalando noticias falsas, la IA  ayuda a decretar y prevenir la desinformación. Durante las elecciones de intermedias de EE. UU. de 2018, Facebook utilizó IA para eliminar las cuentas falsas. El caso de México en las elecciones presidenciales de México en 2018, los candidatos emplearon la inteligencia artificial para dividir a los votantes en grupos y personalizar sus mensajes, al igual que, fake news para generar campañas negras. 
Durante las elecciones de EE. UU. 2024, el equipo de Donald Trump está creando imágenes con IA para atraer votantes afrodescendientes.
En México en las elecciones del 2024, se utilizó también para hacer videos falsos del actual presidente hablando sobre falsas inversiones; y a la presidenta virtual electa, se le fabricaron tanto audios como videos falsos, en algunos dando información falsa y amarillista que alarmó a mucha gente.